# Zalman Shneur
Zalman Shneur (în ebraică זלמן שניאור, născut Shneur Zalman Zalkind; n. 11 februarie 1887, Škloŭ⁠(d), Mogilev Governorate⁠(d), Imperiul Rus – d. 20 februarie 1959, New York City, New York, SUA) a fost un poet și scriitor israelian originar din Belarus. A scris în limbile ebraică și idiș. Creația sa este considerată ca marcând un moment de răscruce în literatura ebraică modernă și în cultura evreiască laică.

## Biografie
Shneur s-a născut la Șklov (Škłoŭ) în Belarus, pe atunci parte a Imperiului Rus în anul 1887, în familia lui Isaak Zalkind și Feiga, născută Zussman.
La vârsta de 13 ani s-a mutat la Odessa, care era centrul literaturii ebraice și al sionismului din vremea aceea. În 1902 a plecat la Varșovia, unde a obținut un post la o importantă  editură. Mai apoi, în 1904, s-a mutat la Vilnius, unde a publicat prima sa carte și o culegere de poezii în limba ebraică. Aceste poezii s-au bucurat de mare succes si au apărut în câteva ediții. După trei ani, în 1907, Shneur a plecat la Paris pentru a studia la Sorbona științele naturii, filosofia și literatura. Între anii 1908-1913 a efectuat și mai multe călătorii prin Europa și nordul Africii. 
Izbucnirea Primului război mondial l-a surprins la Berlin. În anii  războiului el a rămas în capitala germană, unde a lucrat la un spital și a studiat la universitate. S-a întors la Paris în 1923 și a trăit acolo până la invazia Franței de către Hitler în 1940. În acel an el a reușit să fugă în Spania, iar de acolo, în 1941 la New York.
În 1951 s-a stabilit în Israel, țara a cărei limbă oficială era limba ebraică, în care scria.  
Acolo s-a bucurat de o mare apreciere, fiind distins cu premii însemnate.
Zalman Shneur a murit la New York în anul 1959.

## Premii
- 1951 Premiul Bialik pentru literatură
- 1955 Premiul Israel, premiul de stat pentru literatură

## Cărți în limba ebraică
- Versuri - Im shkiyat hahamá -  La apus de soare 1900-1906 ediura Tushiyá, Varșovia
- Min hahaiym vehamávet - Din viață și din moarte: schițe și nuvele
- Im tzliley hamandolina - În sunetele mandolinei - versuri
- Shirim vepoemot - Poezii și poeme 1900-1913 ; editura Moriya, Odessa
- Gesharim - shirim ve poemot -  Punți , poezii și poeme, editura Hasefer, Berlin
- Bametzar  - kovetz sipurim, (La strâmtoare, culegere de povestiri), Hasefer, Berlin
- Vilna , poem ,1923, Hasefer, Berlin
- Hezionot - shirim ve poemot (Viziuni, poezii și poeme) Hasefer, Berlin
- Leyaldey Israel:shirey yeladim - Copiilor lui Israel - poezii pentru copii, Vaad hayovel, Paris
- Pirkey yaar  - Capitole de pădure.  Dvir, Tel Aviv
- Anshey Shklov, - Oamenii din Șklov,1944,  Am oved, Tel Aviv, ediție nouă 1958, editie revizuită 1999
- Pendri cel viteaz, roman,  1943, Am Oved ., Tel Aviv
- Luhot gnuzim. - Table ascunse, Am Oved, Am Oved, Tel Aviv
- Versurile lui Zalman Shneur, Am Oved, Tel Aviv
- Hagaon veharav - Gaonul și rabinul, Am Oved, Tel Aviv
- H.N.Bialik și contemporanii sai, Am Oved, Tel Aviv

(Shirim - Versuri, Dvir, 
- Yemey Habeynaiym mitkarvim !- Zilele evului mediu se apropie! - selectie de versuri, Keshev

## Cărți în limba idiș
- Gesamelte shriften  2 vol,  Opere complete, Velt Bibliotek, Varșovia
- A Toidt -  Shriften fun a zelbstmerder a teyruf, Shahar, Varșovia
- Sholem Aleichem Andeinken, Klal Ferlag, Berlin
- Ahin, roman , Yalkut, Berlin
- Shklover Iden:novellen,  (Evreii din Șklov, nuvele)
- Feter Zhome, B.Kletzkin , Vilna
- Der Shklover Ger , Ferlag Pariz
- Ot azoy is dos idishe leben, Drom Afrikaner Art AZE, Johannesburg
- Fertzik yor: lider un poemen, 1903-1944, Aroisgeben fun Idishen Natzionalen Arbeter
- A teg olam haze. roman, Yovel Ferlag, New York
- Di meshumedte, roman,  Yovel Ferlag, New York
- Shklover kinder; dertzeilungen (Copii din Shkov, povestiri)
- Der Mamzer, ed.Der Kval, New York